# Fonó
Fonó ist eine ungarische Gemeinde im  Kreis Kaposvár im Komitat Somogy.

## Geografische Lage
Fonó liegt vierzehn Kilometer nordöstlich des Komitatssitzes und der Kreisstadt Kaposvár. 
Nachbargemeinden sind Kisgyalán, Mosdós, Baté, Taszár und Zimány.

## Geschichte
Im Jahr 1913 gab es in der damaligen Kleingemeinde 86 Häuser und 550 Einwohner auf einer Fläche von 1737 Katastraljochen. Sie gehörte zu dieser Zeit zum Bezirk Igal im Komitat Somogy. 